# Musée Soulages
Le musée Soulages est un musée d'art contemporain situé à Rodez, dans l'Aveyron, en région Occitanie.
Construit pour exposer des œuvres du peintre français Pierre Soulages, il reçoit également des expositions temporaires d'autres artistes contemporains. Il obtient le label « Musée de France » le 20 décembre 2005, avant même que la première pierre ne soit posée. Il est construit sur le plateau du Foirail, aux portes du centre historique de Rodez et de la cathédrale Notre-Dame. L'inauguration se déroule en présence du président de la République, François Hollande, le 30 mai 2014.

## Le projet

### Genèse
L'idée de construire un musée vient de Marc Censi, maire UMP de Rodez de 1983 à 2008. Cette idée est validée par l'artiste en raison de la proximité de la cité ruthénoise et du village de Conques :

« J'ai accepté, car ce projet est lié à l'abbatiale de Conques, un lieu proche de Rodez, auquel je suis très attaché. Adolescent, j'ai tellement été bouleversé par la beauté de l'architecture de cette église que j'ai décidé de me consacrer à l'art. Lorsqu'on m'a demandé de réaliser ses vitraux, je n'ai pas hésité. Ce travail a occupé sept années de ma vie [entre 1987 et 1994]. La proposition, faite par Marc Censi, de montrer les maquettes qui ont conduit à leur fabrication m'a enthousiasmé. »

Malgré l'accord de l'artiste, le musée ne rencontre pas au départ un enthousiasme général, l'idée entraînant polémiques et débats : « Il a eu ses défenseurs et ses détracteurs » précise Christian Teyssèdre, maire de Rodez aux commandes en 2008. Beaucoup se demandent comment une agglomération de 52 000 habitants, comportant déjà deux musées, pourrait financer un troisième. Un sondage de 2009 montre une très large hostilité au projet de la part de la population locale.
Le 20 décembre 2005, le musée Soulages - encore en projet - entre dans le cercle du label des musées de France. En juillet 2006 et après de nombreuses études en termes d'impact économique et touristique, le conseil de la communauté d'agglomération du Grand Rodez autorise la poursuite du projet en lançant un concours architectural. Avec une centaine de projets architecturaux émanant du monde entier, l'équipe RCR Arquitectes, basée à Olot en Catalogne (Espagne) est lauréate du concours de maîtrise d’œuvre. Le socialiste Christian Teyssèdre poursuit le projet. Le 23 juin 2009, la communauté d'agglomération du Grand Rodez approuve la réalisation du musée. La première pierre est posée le 20 octobre 2010 en présence de l'artiste et de nombreux responsables politiques. Les critiques émises lors de l'avant-projet disparaissent peu à peu au fur et à mesure de l'avancement de la construction, même si des doutes subsistent sur son budget de fonctionnement.

### Financement
Le coût de construction de ce musée est d'environ 25 millions d'euros,. La Communauté d'agglomération du Grand Rodez, maître d'ouvrage, inscrit dans son budget le montant de 26,141 millions d'euros.
Ce musée est un établissement public (Établissement public de coopération culturelle depuis juillet 2019) cofinancé par la communauté d'agglomération du Grand Rodez, le ministère français de la Culture et de la Communication, le conseil régional d'Occitanie et le conseil départemental de l'Aveyron.
En 2014, pour la première année d'ouverture au public, le budget de fonctionnement est évalué à 1 200 000 € par an pour une estimation de 100 000 visiteurs.
En 2019 le musée a accueilli 136 000 visiteurs et atteint le million de visiteurs en 2021.

### Architecture

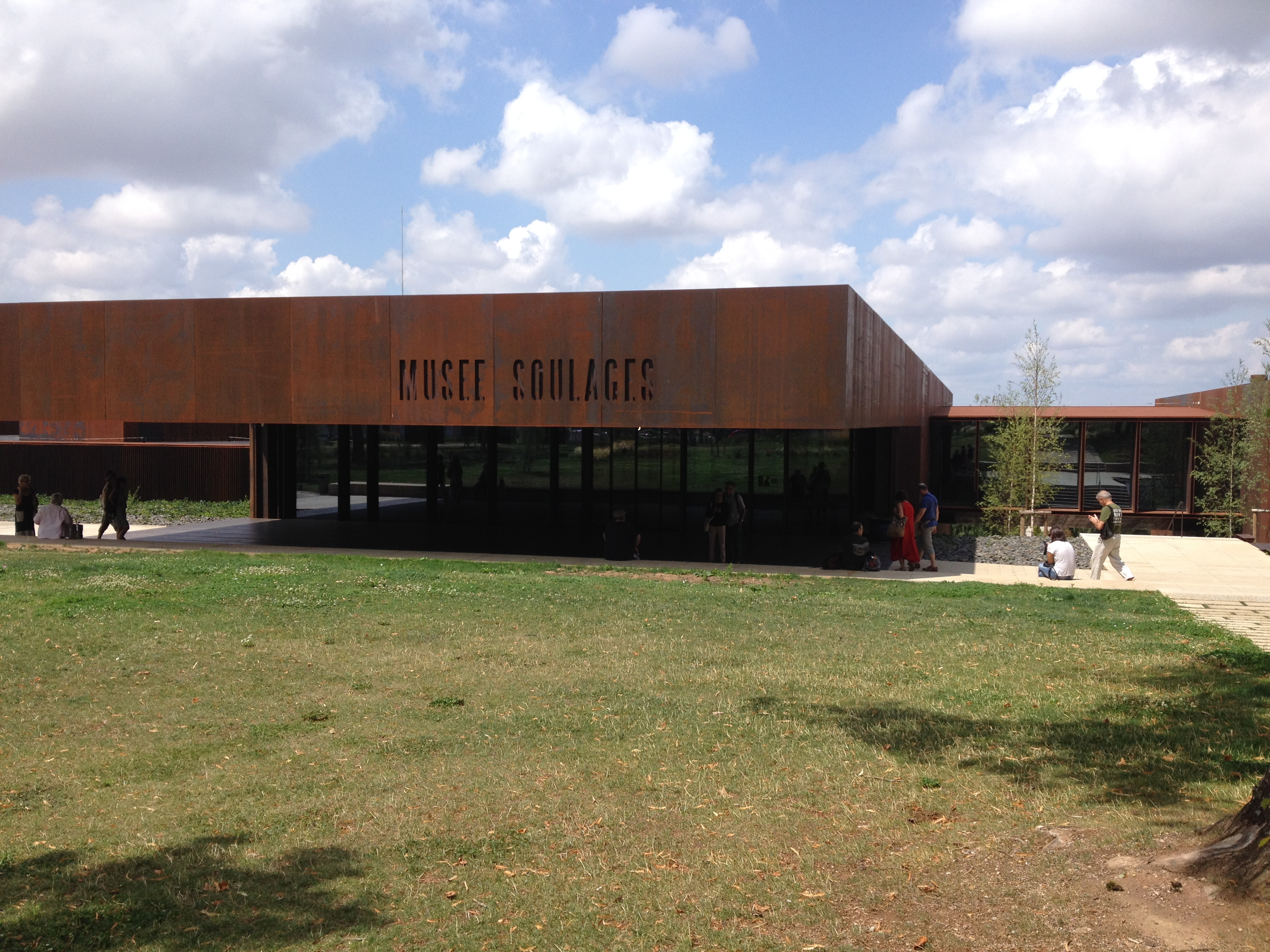
Architecture en porte-à-faux de l'entrée du musée.

La conception architecturale du musée est confiée début 2008 à l'agence catalane RCR Arquitectes (Olot) associés à Passelac & Roques Arquitectes,. Le bâtiment est construit dans le parc du Foirail, à quelques centaines de mètres du centre historique de la cité et de la Cathédrale Notre-Dame de Rodez. Conçu comme « un musée dans un jardin », il prend la forme d'un long socle duquel émergent cinq volumes d'acier rouge corrodé (acier Corten). Les architectes ont pleinement tiré parti de son implantation sur un talus et, ainsi, libéré des vues sur le paysage lointain (plateau de l'Aubrac), offrant de la sorte une ré-interprétation contemporaine des fenestras de Rodez (petits squares panoramiques qui jalonnent les boulevards du tour de ville). Mais ce musée n'est pas exclusif à Pierre Soulages, une salle de 500 m2 est offerte à des expositions temporaires d'artistes modernes et contemporains.
Le 28 octobre 2015, le cabinet d'architecture RCR Arquitectes reçoit le prix d'architecture espagnole internationale, décerné par la Fondation espagnole pour l'architecture contemporaine.
Le 1er mars 2017, le collectif se voit décerner le Prix Pritzker.

### Emplacement
Le musée s'implante sur l'ancien site du jardin public du Foirail. Cette localisation, emblématique site historique d'animation de la vie des grands Ruthénois, offre un grand espace pour la culture et les loisirs, associant un cadre paysager soigné à un ensemble d'équipements culturels. Le plateau du Foirail assure la jonction entre le quartier de Bourran et la cathédrale de Rodez. Occupant notamment l'emplacement des Halls Charles, détruits en 2007, et de l'ancienne salle des fêtes, d'autres équipements culturels et économiques viennent compléter l'offre du musée Soulages. 
- Près du Haras et du stade Paul-Lignon, la salle des fêtes de 2 800 m2 a été inaugurée le 7 janvier 2012 par son concepteur, Emmanuel Nebout et des représentants politiques[14]. D'une architecture futuriste et originale[15], elle marque la césure totale entre le centre historique et ce nouveau quartier. Elle a la particularité d'offrir une vaste zone découverte, et sa configuration lui permet d'accueillir, grâce à ses équipements (loges, vestiaires, moyens audio-visuels, grand écran, scène), des salons, expositions, fêtes, manifestations d'associations, d'entreprises. À cette salle, en est juxtaposée une autre (qui peut être scindée en deux). Elle peut faire office de vestiaire ou de bar, voire de salle de réunion. Enfin, dans les étages, 3 salles de réunions sont disponibles. L'ensemble du bâtiment entre en synergie et complémentarité avec la restructuration et l'agrandissement du stade Paul-Lignon, et, d'une manière plus large, avec le Multiplexe et le musée afin de répondre à des manifestations économiques ou culturelles.
- Sur l'esplanade du Foirail et jouxtant le musée, un complexe cinémas / congrès comprenant 10 salles, pour un total de 1 600 places, réparties sur deux niveaux, dont la plus grande contient près de 500 places assises, est livrée en décembre 2013[16]. Double accès (côté giratoire de l'Europe et avenue Victor-Hugo). Un espace de restauration est intégrés dans l'enceinte du pôle cinématographique comprenant également deux autres commerces[17]. Ce complexe cinématographique, avec des espaces d'animations et d'expositions, a la particularité d'offrir, dans l'ensemble de ses salles, des diffusions entièrement en numérique ; par ailleurs, il est équipé pour visionner des films en 3D. Enfin, ce complexe peut également servir de lieu de conférences, conventions ou encore de congrès, grâce aux moyens audio-visuels et de vidéo-conférence. Il est évoqué, en outre, la possibilité de retransmissions culturelles ou sportives.
- Édifié à 10 m de profondeur et sur deux niveaux sous l'esplanade, un parking de 400 places est accessible.

Ces nouvelles constructions s’insèrent dans la trame du jardin, et dans un nouveau cheminement reliant l'avenue Victor-Hugo et l'avenue du 122e RI. Elles se situent à la fois en proximité et en continuité de ceux du Vallon des Sports (Centre nautique, Gymnase-Dojo, le centre culturel L’Amphithéâtre) d'un côté, et du patrimoine et autres équipements culturels du centre historique de l'autre.

### Inauguration
L'inauguration du musée a lieu le 30 mai 2014, en présence de Pierre Soulages, du président de la République François Hollande, de la ministre de la Culture Aurélie Filippetti, la ministre du Logement et de l'Égalité des territoires Sylvia Pinel, le président du
conseil régional de Midi-Pyrénées Martin Malvy, les députés Yves Censi et Marie-Lou Marcel, la préfète Cécile Pozzo di Borgo, le maire de Rodez et président du Grand Rodez Christian Teyssèdre, l'ancien Premier ministre Michel Rocard.

## La collection

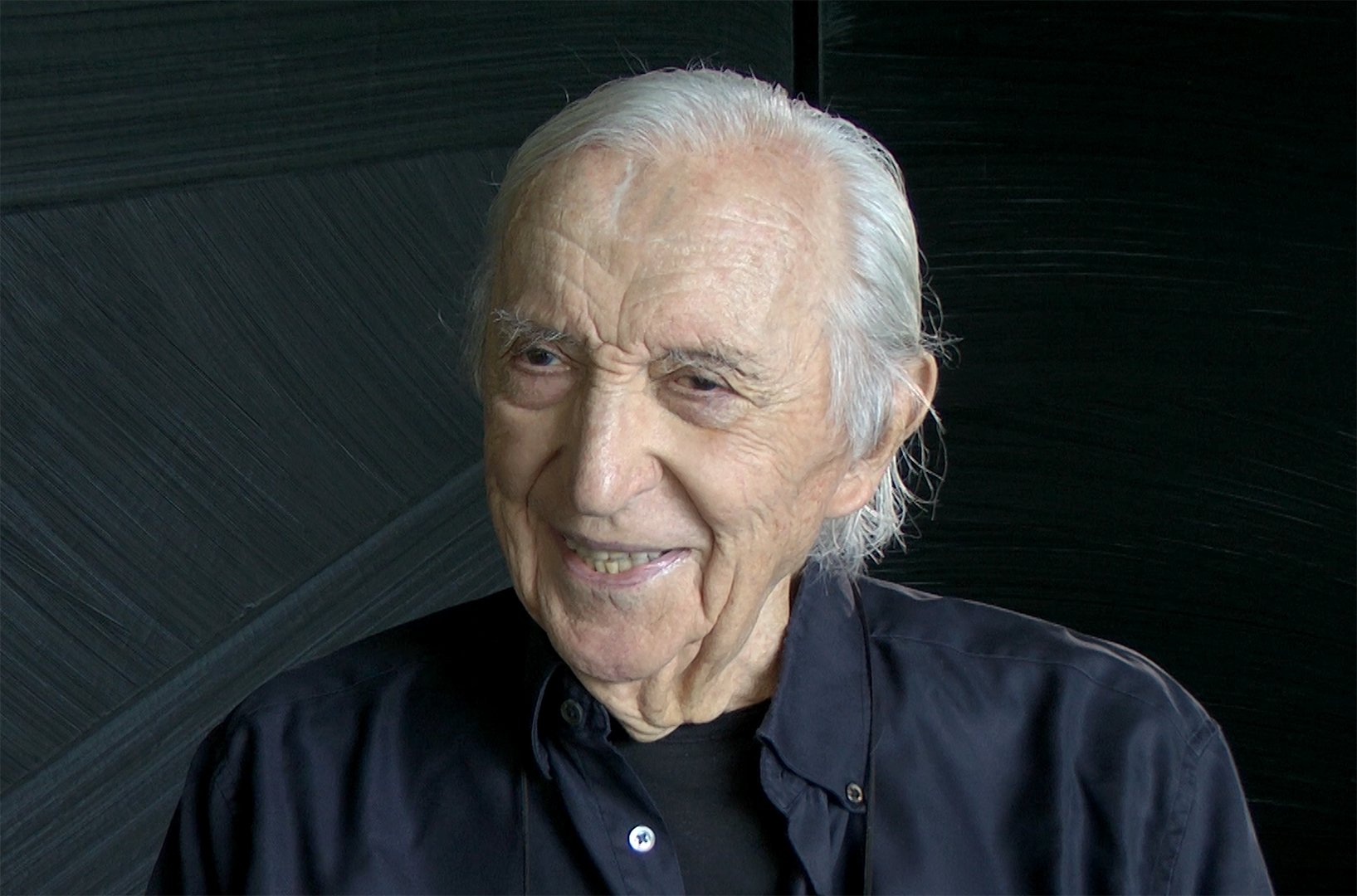
Pierre Soulages en 2019.

### Première donation en 2005
Pierre Soulages consent une première donation d'environ 250 œuvres à la communauté d'agglomération du Grand Rodez. La première donation effectuée en septembre 2005 comprend 21 peintures sur toile, 100 peintures sur papier, 49 eaux-fortes (avec les plaques de cuivre), 41 lithographies, 26 sérigraphies, trois bronzes, un fonds documentaire (livres, films, photographies, correspondances, articles, documents) ainsi que la totalité des travaux liés à la création des vitraux de l'abbatiale de Conques (vitraux, essais de verre, cartons grandeur nature, archives et documents divers) mais aussi un ensemble unique, dont des gouaches, des encres et les Brous de noix. La valeur de l'ensemble est estimée, à ce moment-là, à 16,2 millions d'euros

### Seconde donation en 2012
La valeur en est estimée à près de 7 millions d'euros. Parmi les nouvelles pièces figure un « outrenoir » de 3,24 m sur 3,62 m, datant de 1986. Il est estimé à un million d'euros. Les « outrenoir(s) » qui ont contribué à la reconnaissance internationale de l'artiste manquaient au fonds ruthénois. Pierre Soulages a également offert à Rodez treize peintures de la période 1946-1948, une période très recherchée,. Au total, lors de l'ouverture, c'est un fonds de 500 œuvres et documents qui auront été données par l'artiste.

### Troisième donation en 2020
Parmi les nouvelles pièces figure un « outrenoir » de 3,90 m sur 1,30 m, datant de mars 2019. Pierre Soulages offre également à Rodez dix-huit peintures sur papier datant des années 1940-50 (les brous de noix dès 1946 et aussi des gouaches, fusains ou encres sur papier), quatre grandes toiles emblématiques datant de 1949 à 2000, ainsi qu'un vase réalisé par la Manufacture de Sèvres (produit seulement en dix exemplaires, dont un se trouve au Palais de l'Élysée) à la demande du Président Jacques Chirac, destiné à être remis en guise de trophée lors d’un grand prix de Sumo à Nagoya au Japon en 2000, unique création céramique de l'artiste,. Ces œuvres rejoignent les murs du musée en février 2021.

### Quatrième donation en 2023
Ce nouveau don décidé par Colette Soulages, effectué en juin, comprend sept peintures dont quatre polyptyques de grandes dimensions, trois verticaux et un horizontal : Peinture 324 × 181 cm, 14 mars 1999, Peinture 324 × 181 cm, 19 février 2005, Peinture 244 × 362 cm, 17 septembre 2006 et Peinture 324 × 181 cm, 17 novembre 2008. Les trois autres toiles témoignent des créations les plus récentes du peintre : Peinture 175 × 175 cm, 18 août 2018, Peinture 130 × 81 cm, 4 juillet 2021 et Peinture 102 × 130 cm, 15 mai 2022. Le musée devient, avec cette donation, le seul au monde à présenter l'œuvre peint complet de l'artiste, des premières peintures figuratives de 1934 à la toute dernière toile.

### Autres dons
En septembre 2020, le galeriste Karsten Greve, ami du peintre, fait don du polyptyque Peinture 324 × 181 cm, 19 janvier 1997, œuvre considérée comme majeure,. Il s'agit de la première donation d'un particulier dont bénéficie le musée.

## Expositions temporaires
- De Picasso à Jasper Johns, l'atelier d'Aldo Crommelynck : du 14 novembre 2014 au 8 mars 2015[36].
- Le bleu de l'œil, Claude Lévêque : du 24 avril au 25 septembre 2015[37].
- Soto, une rétrospective : du 12 décembre 2015 au 30 avril 2016[38].
- Picasso au musée Soulages : du 11 juin au 25 septembre 2016[39].
- Tant de temps ! : du 3 décembre au 30 avril 2017[40].
- Calder. Forgeron de géantes libellules : du 24 juin au 29 octobre 2017[41].
- Les Soulages du Centre Pompidou : du 7 juin 2017 au 7 janvier 2018.
- Le Corbusier : du 27 janvier au 20 mai 2018[42].
- Gutai l'espace et le temps : du 7 juillet au 4 novembre 2018[43].
- Pierre Soulages, œuvres sur papier - une présentation : du 4 décembre 2018 au 31 mars 2019[44].
- Pixels Noir Lumière, Miguel Chevalier : du 19 avril au 26 mai 2019[45].
- Yves Klein, des cris bleus : du 21 juin au 3 novembre 2019[46].
- Femmes années 50. Au fil de l’abstraction, peinture et sculpture : du 14 décembre 2019 au 31 octobre 2020[47] .
- Le Chat visite le musée Soulages : du 24 octobre 2020 au 26 septembre 2021[48].
- Gilles Barbier, machines de production : du 18 décembre au 26 septembre 2021[49].
- Chaissac & CoBrA, sous le signe du serpent : du 16 novembre 2021 au 8 mai 2022.
- Fernand Léger, la vie à bras-le-corps, du 6 juin au 6 novembre 2022[50].
- Les derniers Soulages. 2010-2022 : du 24 juin 2023 au 7 janvier 2024[51]. Exposition composée de 39 œuvres datant des douze dernières années[52].
- Discrete Series. Pierrette Bloch, l'amie du peintre : du 10 février au 19 mai 2024[53].
- Lucio Fontana, Un futuro c’è stato - Il y a bien eu un futur : du 22 juin au 3 novembre 2024[54].
- Geneviève Asse, Le bleu prend tout ce qui passe : du 24 janvier au 18 mai 2025[55].
- Agnès Varda. Je suis curieuse. Point : du 28 juin 2025 au 4 janvier 2026[56]

## Fréquentation
En un an (de mai 2014 à mai 2015), le musée a reçu 250 000 visiteurs. Le 16 septembre 2016, celui-ci franchit le cap des 500 000 visiteurs. Le musée fête son millionième visiteur le 10 septembre 2021,. Au 1er janvier 2024, le musée a reçu un total de 1 336 319 visiteurs.
Le graphique qui aurait dû être présenté ici ne peut pas être affiché car il utilise l'ancienne extension Graph, désactivée pour des questions de sécurité. Des indications pour créer un nouveau graphique avec la nouvelle extension Chart sont disponibles ici.

Source : Plate-forme de données ouvertes du ministère de la Culture